# Centropogon grandidentatus
Centropogon grandidentatus är en klockväxtart som först beskrevs av Diederich Franz Leonhard von Schlechtendal, och fick sitt nu gällande namn av Alexander Zahlbruckner. Centropogon grandidentatus ingår i släktet Centropogon och familjen klockväxter. Inga underarter finns listade i Catalogue of Life.